# Hugo Irurzún
Hugo Alfredo Irurzún (La Banda, Santiago del Estero; 1946 - Asunción, Paraguay; 18 de septiembre de 1980), nombre de guerra Capitán Santiago, fue un militante argentino perteneciente al PRT- ERP (Ejército Revolucionario del Pueblo).

## Familia y primeros años
Nacido en La Banda,  Santiago del Estero, su madre era maestra y su padre  René Federico Irurzún  fue un empleado bancario que llegó a ser candidato a gobernador por el Partido Socialista (PS).  La pareja tuvo cinco hijos.  Los padres se separaron cuando Hugo Alfredo era niño. Posteriormente la madre de Irurzún se convertiría en colaboradora del PRT.  Su abuelo Bernardo Irurzún había sido fundador del Partido Socialista (PS) de Santiago del Estero y además  fundador de la escuela Libertad en 1902 que fue la primera escuela de la localidad de La Banda.   Blanca Irurzún, tía de Hugo Alfredo, fue una reconocida escritora de la provincia, miembra del grupo literario "La Brasa".   
Hugo Irurzún cursó estudios primarios en la escuela  27 de abril. Luego de  finalizar sus estudios secundarios en un colegio industrial. Fue en la escuela secundaria donde Hugo Irurzún comenzó a participar en la política. Se opuso al intento de dictar educación religiosa en las escuelas cuando tenía 16 años y participó en las primeras marchas y refriegas con la policía.  Hugo Irurzún se trasladó a la ciudad Rosario, donde comenzó a estudiar Ingeniería e la Universidad Nacional de Rosario (UNR). Allí comenzó a militar en el ámbito estudiantil y conoce a Enrique Gorriarán Merlo del PRT ( Partido Revolucionario de los Trabajadores).
Conoce también a su pareja María Cristina Bollati.  Durante la gran movilización popular del  “Rosariazo”, en 1969, Hugo Irurzún integraba el Comité de Relaciones Obreras Estudiantiles (CREO), en la cual intervenían todas las organizaciones estudiantiles contra la dictadura de Juan Carlos Onganía.

## Militancia en el PRT-ERP
A finales de los años 60 Hugo Irurzún se suma al PRT-ERP y es enviado a Cuba junto a una veintena de compañeros  para recibir capacitación teórica y militar.  Permaneció dos meses en la isla.  Hugo Irurzún participó  del quinto congreso del PRT en el cual se funda el ERP.  Militó en su provincia natal Santiago del Estero.  Hugo Irurzún se convirtió en instructor de combate.

## Combate de Azul
La toma de la guarnición militar de Azul,  fue la primera acción de envergadura de Hugo Irurzún.  El objetivo era capturar armamento de los militares. Compartió el mando de la operación con Enrique Gorriarán Merlo de la Compañía Héroes de Trelew en el asalto a la guarnición militar de Azul (en el centro de la provincia de Buenos Aires) el 19 de enero de 1974 durante el gobierno constitucional de Juan Domingo Perón, que fue un fracaso militar y generó fuertes consecuencias políticas. El ERP tuvo tres bajas y se llevó prisionero al teniente coronel Jorge Ibarzábal.   El gobierno peronista endureció la represión de las fuerzas de izquierda ,principalmente contra la organización Montoneros y la Tendencia Revolucionaria del peronismo luego del ataque. Hugo Irurzún participó directamente de la acción armado con un fusil FAL y granadas Energa y mantuvo a raya a  una compañía del ejército.   

## Catamarca  y Tucumán
Hugo Irurzún fue uno de los primeros combatientes del ERP que se estableció en Tucumán. Hugo Irurzún fue el jefe de la compañía de monte Ramón Rosa Jiménez hasta que cayó herido - La primera acción del grupo guerrillero en Tucumán  fue la toma de la localidad de Acheral en 1974. Luego de esa acción la compañía de monte fue licenciada por un tiempo.  Pocos meses después  se organizó  el  ataque al Regimiento 17 de Infantería Aerotransportada de Catamarca, en agosto de 1974 con el objetivo de capturar armamento.  El movimiento de efectivos desde Tucumán fue detectado por la policía y la operación fracasó.  Si bien Hugo  Irurzún, junto a su Estado Mayor, logró replegarse desde esa ciudad  y regresar al campamento en los montes tucumanos, un segundo grupo de  guerrilleros   que se retiraba fue capturado por el  ejército argentino  que asesinó a  los doce guerrilleros que se rindieron, en la llamada Masacre de Capilla del Rosario. Hugo Irurzún continuó al frente de la compañía de monte y  cuando el ERP creó los rangos militares se convirtió en el capitán Santiago. 

## El caso del capitán Viola
En represalia por los prisioneros asesinados por el Ejército Argentino en Catamarca, el ERP respondió con una campaña de  atentados contra oficiales del ejército argentino con el objetivo de que sus combatientes sean tratados como prisioneros de guerra. . Irurzún a finales de ese mismo año, dirigió un grupo del PRT para  asesinar al capitán Humberto Viola. Viola  era un oficial de  inteligencia. Los integrantes del pelotón que participaron en el hecho fueron: Hugo Irurzún, el jefe del ataque y lo  secundaban Francisco Antonio Carrizo, José Martín Paz, Rubén Jesús Emperador, Fermín Ángel Nuñez, Miguel Norberto Vivanco y Svante Grande, un sueco-chileno que luego sería abatido en el monte tucumano.
El capitán Humberto Viola fue atacado en Tucumán cuando conducía su automóvil junto con su esposa María Cristina Picón y sus hijas María Cristina de 3 (tres) años y María Fernanda de 5 (cinco), al llegar a la casa de sus padres. Viola resultó muerto en el ataque. Tenía 31 años.  Su hija María Cristina también  falleció en tanto que  María Fernanda resultó herida gravemente y tuvo que ser operada varias veces. Ambas niñas recibieron disparos no intencionales en la cabeza. La esposa del capitán, Maby Picón, embarazada de cinco meses, resultó ilesa. El ERP asumió la responsabilidad de la muerte de la menor, ocurrida el  domingo 1 de diciembre de 1975. Se señaló  la negligencia del jefe de escuadra del ERP, al iniciar un intercambio de disparos, estando presentes ambos menores de edad. Santucho ordenó el fin de la campaña de represalia por este lamentable hecho. Semanas después el ejército argentino inicia el Operativo Independencia. 

## Operativo Independencia
A inicios del año 1975 la presidenta de la nación María Estela Martínez de Perón  ordena el inicio de operaciones militares a los efectos de desalojar al ERP de Tucumán.  El decreto 261 fue firmado por Ítalo Argentino  Luder  el 9 de febrero de 1975 y ordenaba neutralizar o aniquilar  el accionar del enemigo " subversivo".  El ejército argentino concentra miles de efectivos para buscar y destruir a la pequeña Compañía de Monte Ramón Rosa Jiménez.  El cuartel general de los militares estaba en la localidad de  Famaillá.  El ERP intenta atacar el cuartel general enemigo y se desplaza en camiones hacia su objetivo. Se produce el  Combate de Manchalá, el 28 de mayo de 1975, en el que una columna  de  aproximadamente un centenar de milicianos del ERP fue detenida por  efectivos del ejército del cuerpo de ingenieros   en una escuelita, cuando se dirigían a atacar el comando del Operativo Independencia.  Se trataba de un pequeño grupo de soldados salteños y dos suboficiales de la compañía  de ingenieros de montaña 5.  Se produce un tiroteo y el grupo del ejército logra pedir ayuda y recibe refuerzos. El ERP interpretó  erróneamente que se trataba de una emboscada y se retiró evitando  un posible cerco. Tuvieron 2  muertos y tres heridos.  En aquel combate, el Capitán Santiago resultó herido en una pierna y debió abandonar Tucumán por las complicaciones de la herida. Su pierna perdió masa muscular y le dejó secuelas de por vida.  

## Ataque a Monte Chingolo
En los días previos del ataque al cuartel de Monte Chingolo  en diciembre de 1975   Hugo Irurzún fue convocado  para dirigir a la Compañía del ERP  Juan de Olivera, que estuvo a cargo de las contenciones en las periferias (lado sur) del cuartel atacado y de cortar algunos puentes sobre el Riachuelo. El ataque terminó en un fracaso. 

## Salida de Argentina
En 1977,un año después del golpe de Estado de marzo de 1976,  el PRT-ERP prácticamente estaba desarticulado. Mario Roberto Santucho había muerto en julio del año 1976.  Siguiendo la política del  PRT y luego de numerosas caídas, lo que queda del partido procede a exiliarse.   Hugo Irurzún se exilió en  Francia junto a su compañera   María Cristina Bollati y su hijo Federico.  Estuvo también en España y viajó a Colombia donde se contactó con las FARC. Luego se dirigió a Cuba junto a otros compañeros, entre ellos Enrique Gorriarán Merlo.  Hugo Irurzún  se sumará al grupo de Gorriaran Merlo que rompió con el sector de Luis Mattini antes del Sexto Congreso del PRT que se realizó en Italia en 1979.

## La Nicaragua sandinista
En 1979, Hugo Irurzún y Gorriarán Merlo, junto a otros combatientes del ERP y de otras organizaciones armadas argentinas, integraron la guerrilla sandinista, en el Frente Sur Benjamín Zeledón, una columna de combatientes internacionalistas. Allí combatieron contra la Guardia Nacional, en Rivas y San Carlos, Río San Juan, durante la ofensiva final contra el régimen somocista. Posteriormente, ingresaron en Managua, el 19 de julio, día del triunfo de la Revolución Sandinista.
Tras el triunfo sandinista, un pequeño grupo de combatientes del ERP, frente al inicio de las actividades de los contras, se preparó para atentar contra el derrocado Anastasio Somoza Debayle, quien estaba asilado en Paraguay.

## La muerte de Somoza
Hugo Irurzún y el resto del comando se dirigieron primero a Colombia (para evitar levantar sospechas al ingresar a Paraguay procedentes de Nicaragua). Para mediados de julio de 1980 se encontraban instalados en Asunción. Durante cuarenta días se dedican a tareas de inteligencia, para vigilar los movimientos y descubrir alguna rutina de Somoza.
Gorriarán Merlo quedó a cargo del grupo encargado de los chequeos y la vigilancia, mientras que Irurzún se encargó del traslado de las armas desde la frontera argentina. El armamento con el que contaban era un RPG-2, un M-16, un FAL y algunas pistolas.
Como el exdictador tenía una rutina azarosa, el comando advirtió que el único movimiento previsible que realizaba Somoza, era que siempre salía de su residencia en el Mercedes Benz con una escolta y seguía varias cuadras en dirección recta por una avenida muy concurrida, por lo cual alquilaron una casa sobre esa avenida. Finalmente, en horas de la mañana del 17 de septiembre de 1980, el comando guerrillero llevó adelante la operación.
Hugo Irurzún estaba encargado de abrir fuego con el RPG-2 sobre el auto donde viajaba el exdictador (pues sospechaban que era un vehículo blindado), Gorriarán Merlo oficiaba de apoyo armado con el M-16 y los otros combatientes debían interceptar la caravana. Cuando Irurzun intentó disparar, se le trabó el proyectil y fue entonces que Gorriarán Merlo abrió fuego con su fusil para evitar que la caravana huyera. La custodia de Somoza repelió el ataque y comenzó a disparar iniciándose un fuerte tiroteo. Aprovechando que el Mercedes Benz estaba detenido en la mitad de la avenida (puesto que el chofer estaba muerto), Irurzún cargó el segundo proyectil y logró hacer fuego, destrozando el auto (el techo y una puerta volaron en pedazos) y matando en el acto a Somoza. Tras la explosión y un fugaz tiroteo el comando se replegó, según los planes previstos.

## Muerte y desaparición de Irurzún
Sin embargo, a las ocho de la noche de aquel día,  Hugo Irurzún estaba plenamente identificado como autor del atentado, por lo que no puede cruzar la frontera hacia Argentina.  Irurzún medía 1.90 de alto y tenía barba rojiza, es decir era fácilmente identificable.  Cerca de las diez de la noche del 18 de septiembre, la policía paraguaya informó que en un enfrentamiento había sido abatido Santiago. Sin embargo, Enrique Gorriarán Merlo sostiene otra versión, según la cual su compañero habría sido arrestado por la policía, y llevado al Departamento de Investigaciones en Asunción, donde habría sido torturado varios días hasta morir. Periodistas de ABC que inspeccionaron el cuerpo en el Policlínico Policial, mucho antes de que se lo presentara oficialmente a la prensa, comprobaron que el cuerpo de Irurzún presentaba escoriaciones y hematomas alrededor de los tobillos, marcas de los grilletes utilizados habitualmente en las sesiones de tormento por la policía política del régimen.  El jean todavía mojado, de color oscuro, que vestía Irurzun, estaba arremangado justamente para dar lugar a los grilletes, despedía un olor nauseabundo, presumiblemente del agua de cloaca usada por los torturadores en la tenebrosa "pileta" de la sala de torturas. El cuerpo sin vida de Irurzún fue expuesto ante la prensa internacional, pero le fue negado a su familia. Hasta el presente los restos de Hugo Irurzún continúan desaparecidos. 
Existe un documental  y un libro acerca de Hugo Irurzún. En el documental testimonia Cacho Ledesma, un  exintegrante de la Compañía Ramón Rosa Jiménez , Neci Irurzún, hermano de Hugo y Federico Irurzún, hijo de Hugo Irurzún.   Es una producción de Matías Exequiel Vicente realizada en 2019.   